# Pic del Port Vell
Pic del Port Vell je hora v Pyrenejích. Nachází se na hranicích Andorry a Španělska, její nadmořská výška je 2655 m n. m. Nejbližší město je Arinsal v La Massaně.